# Гафвей-Гауз (Пенсільванія)
Гафвей-Гауз (англ. Halfway House) — переписна місцевість (CDP) в США, в окрузі Монтгомері штату Пенсільванія. Населення — 3273 особи (2020).

## Географія
Гафвей-Гауз розташований за координатами 40°16′46″ пн. ш. 75°38′25″ зх. д. / 40.27944° пн. ш. 75.64028° зх. д. (40.279461, -75.640207).  За даними Бюро перепису населення США в 2010 році переписна місцевість мала площу 5,31 км², уся площа — суходіл.

## Демографія
Згідно з переписом 2010 року, у переписній місцевості мешкала 2881 особа в 1015 домогосподарствах у складі 789 родин. Густота населення становила 543 особи/км².  Було 1062 помешкання (200/км²).
Расовий склад населення:
| - 86,3 % — білих - 8,1 % — чорних або афроамериканців - 2,8 % — азіатів - 0,2 % — корінних американців - 0,1 % — вихідців з тихоокеанських островів |

До двох чи більше рас належало 2,0 %. Частка іспаномовних становила 2,8 % від усіх жителів.
За віковим діапазоном населення розподілялося таким чином: 27,2 % — особи молодші 18 років, 65,4 % — особи у віці 18—64 років, 7,4 % — особи у віці 65 років та старші. Медіана віку мешканця становила 35,3 року. На 100 осіб жіночої статі у переписній місцевості припадало 101,9 чоловіків;  на 100 жінок у віці від 18 років та старших — 96,6 чоловіків також старших 18 років.
Середній дохід на одне домашнє господарство  становив 99 264 долари США (медіана — 93 631), а середній дохід на одну сім'ю — 103 588 доларів (медіана — 94 940). Медіана доходів становила 53 750 доларів для чоловіків та 56 611 долар для жінок. 
Цивільне працевлаштоване населення становило 1698 осіб. Основні галузі зайнятості: освіта, охорона здоров'я та соціальна допомога — 19,6 %, виробництво — 18,3 %, науковці, спеціалісти, менеджери — 11,3 %, фінанси, страхування та нерухомість — 10,3 %.